# South Carrollton (Kentucky)
South Carrollton es una ciudad ubicada en el condado de Muhlenberg en el estado estadounidense de Kentucky. En el Censo de 2010 tenía una población de 184 habitantes y una densidad poblacional de 279,7 personas por km².

## Geografía
South Carrollton se encuentra ubicada en las coordenadas 37°20′7″N 87°8′25″O / 37.33528, -87.14028. Según la Oficina del Censo de los Estados Unidos, South Carrollton tiene una superficie total de 0.66 km², de la cual 0.66 km² corresponden a tierra firme y (0.39%) 0 km² es agua.

## Demografía
Según el censo de 2010, había 184 personas residiendo en South Carrollton. La densidad de población era de 279,7 hab./km². De los 184 habitantes, South Carrollton estaba compuesto por el 91.3% blancos, el 2.72% eran afroamericanos, el 0% eran amerindios, el 1.09% eran asiáticos, el 0% eran isleños del Pacífico, el 1.63% eran de otras razas y el 3.26% pertenecían a dos o más razas. Del total de la población el 0% eran hispanos o latinos de cualquier raza.